# Altar do lar

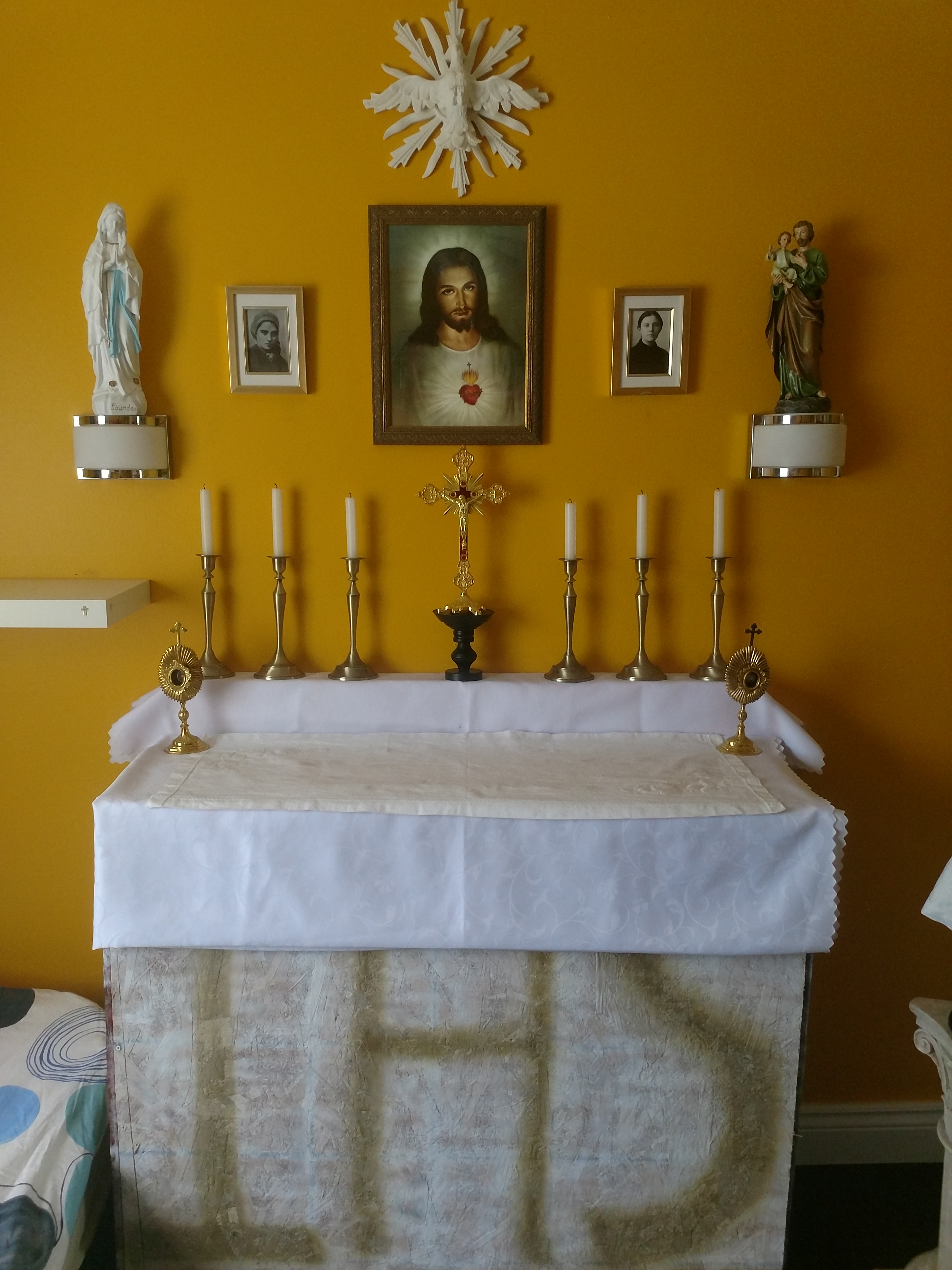
Um altar caseiro feito de madeira em uma casa católica tradicional

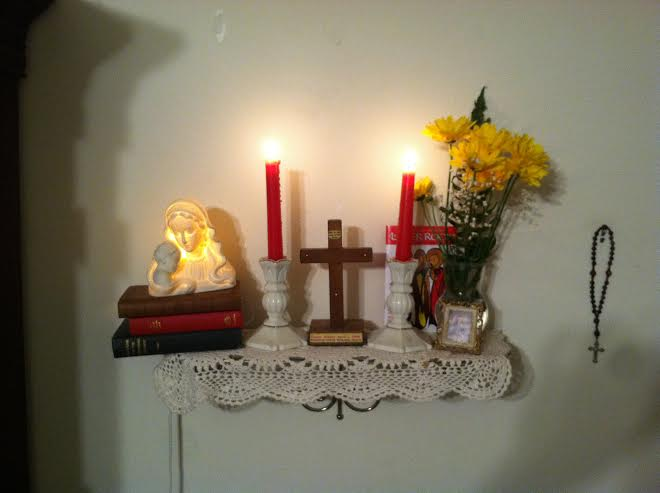
Um altar doméstico em um lar metodista

Um altar do lar, altar doméstico ou altar da família é um pequeno santuário mantido na casa de uma família cristã ocidental. Os altares domésticos geralmente contêm uma cruz ou crucifixo, além de uma Bíblia, um diário devocional e contas de oração, entre outros artigos religiosos específicos da denominação cristã do indivíduo, por exemplo, as imagens dos santos, a Santíssima Virgem e Jesus Cristo. para católicos, o rosário anglicano para anglicanos e episcopais, o pequeno catecismo para luteranos.

## Descrição
Os altares domésticos geralmente são adornados com algumas velas votivas e, às vezes, também têm um pequeno vaso de flores. Em muitas famílias cristãs, membros individuais da família ou a família como um todo se reúnem para orar no altar da casa. Os hinos cristãos também podem ser cantados lá. Os altares da família também são usados para promover o "desenvolvimento ou intensificação da piedade pessoal e da conduta divina". Um escritor do Tesouro Cristão traça a origem do altar da família por Abraão erguer um no Antigo Testamento (Genesis 12:7:KJV).